# Provincia di Sourou
La provincia di Sourou è una delle 45 province del Burkina Faso, situata nella regione di Boucle du Mouhoun. Il capoluogo è Tougan.

## Struttura della provincia
La provincia di Sourou comprende 8 dipartimenti, di cui 1 città e 7 comuni:

### Città
- Tougan

### Comuni
- Di
- Gomboro
- Kassoum
- Kiembara
- Lanfiéra
- Lankoué
- Toéni